# Vojníkov
Vojníkov je obec v okrese Písek v Jihočeském kraji. Žije v ní 90 obyvatel. Obec leží severně od města Písek a táhne se po pravém břehu Otavy na sever od obce Vrcovice, po silnici vedoucí z Písku na Jistec.

## Název
Název Vojníkov byl ustaven na základě zákona o obcích 266 Sb. Tento název je oficiálně používán od 14. dubna 1924. Původně se zde říkalo i „ve Voníkově“. V písemných pramenech se setkáváme s těmito názvy: Woynykow, Wojnikow, Wonikow, Wonikowo, Woinow, atd. Tento název je podle Profouse (1955) odvozen od někoho, kdo se zval Vojník a měl zde svůj dvůr. Byl to pravděpodobně voják, bojovník. Podle legendy se ale dříve obci říkalo Voníkov a ještě předtím Zvoníkov, protože se zde nacházela zvonička, kterou se zvonilo na poplach.

## Historie
Pradávná historie území v okolí dnešního Vojníkova sahá až do starší doby kamenné, kdy se poprvé v písecké kotlině objevuje člověk. Z okolí dnešní obce se dochovaly pravěké mohyly a různá sídliště – jsou známa hradiště ze starší doby bronzové a mohyly ze střední doby bronzové. Z této doby dokládají archeologické nálezy mnohem hustší osídlení než je tomu dnes. Lze tedy hovořit o tom, že je zde dokladováno osídlení, někdy od 2 000 př. n. l. V malém katastrálním území vsi Vojníkov pak nemáme žádné hmotné ani písemné projevy, které by dokladovaly historii a vývoj území před vznikem vesnice. Pouze v šedesátých a osmdesátých letech 20. století byly na hranici katastrálních území Vojníkova a Držova objeveny pozůstatky ze střední doby bronzové v podobě rovinného sídliště a ležák z ručního keltského mlýnku na obilí.
Od 10. století vznikají první vesnice. První písemná zmínka o vesnici v historických pramenech sahá do roku 1542 kdy spadá Vojníkov do působnosti královského města Písek. Stejný nejstarší záznam mají i okolní vsi Držov a Vrcovice. Z vzdálenějšího okolí pak Relicta Bohemica uvádí roku 1323 jako nejstarší psaný záznam Louku a Svatonice, 1268 Tukleky. Nejstaršími sídelními jednotkami podle dochovaných historických pramenů jsou pak Oslov 1226 a dnešní osada Spolí 1228.

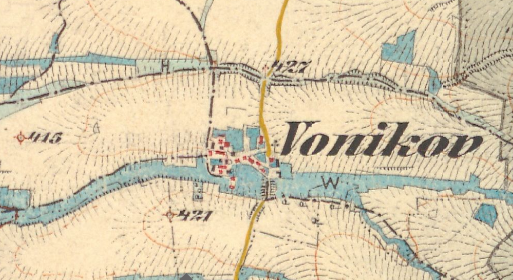
Vojníkov kolem roku 1880

Dále je ves zmiňována v roce 1543 a 1642, kdy je prodána rychta Vrcovská zahrnující vsi Vrcovice, Vojníkov a Držov panství brložskému. K datu 1654 uvádí berní rula 3 osedlé a jednoho nově osedlého. Jako starousedlíci jsou jmenováni Jan Hesoun (32 rolí, 4 voli, 5 krav, 7 jalovic a 1 svině), Matěj Hačka (37 rolí, 5 volů, 3 krávy, 6 jalovic a 1 svině) a Matěj Poustka (16 rolí, 2 voli, 3 krávy, 5 jalovic a 6 sviní). Nově osedlým je pak Jiřík Kotmel hospodařící na 25 rolích od roku 1654. Má k dispozici 2 voli, 3 krávy a 5 jalovic. Ves spadá pod Statek Brloh paní Alžběty Dejmový. Sedláci musí odvádět určité naturálie na faru v Záhoří a do Brlohu. Dále mají také povinnost robotovat na polích šlechty. V případě živelní katastrofy je jim ale vyplácena určitá suma. Postupně se jádro obce rozrůstá a přibývají noví statkáři i zahradníci, u řeky dva mlynáři.
Ve středověku tudy zřejmě procházela cesta vedoucí z Písku na hrad Zvíkov, jedná se o pokračování tzv. Zlaté stezky.
Dále je Vojníkov zmiňován léta páně 1661 jako jedna ze vsí přináležících k tvrzi Brloh, poté 1840 spadající pod panství Drhovle. V letech 1869–1890 spadá je ves uváděna jako osada obce Vrcovice a následně 1900–1910 má již vlastní rychtu.
V průběhu následujících staletí se začala obec rozrůstat do současné podoby. Z původních tří statků až po dnešních dvacet domů; přibyly moderní rodinné domy, asfaltová silnice změnila tvar původní cesty, která obcí prochází. Mechanizace a automatizace v zemědělství vedly k výstavbě modernějšího kravína, zavedena byla i autobusová doprava. Od poloviny 20. století se začala postupně budovat západně od obce na území jejího katastru chatová oblast. Prvních několik chat rychle začaly doplňovat další a rozvoj turistiky podpořil i vznik kempu. Naopak tradiční mlýny, které existovaly na Otavě stovky let, rychle zanikly, napomohla tomu ale i Orlická přehrada, jejíž jezero na část vojníkovského katastru také zasahuje.

## Současnost
V současnosti zahrnuje obec Vojníkov tři vesnice (Držov, Louka, Vojníkov), jednu osadu (Spolí) a několik rekreačních území (ve všech vesnicích na břehu řeky Otavy a v osadě Spolí). Celkový katastr hraničí na jihu s Vrcovicemi a Záhořím, na západě s Čížovou a Vráží, na severu s Ostrovcem a Oslovem a na východě s Oslovem, Vlastcem a Záhořím.
Jádro vesnice Držov se nachází v korytě Držovského potoka a na jeho okrajích. Je tvořeno, několika chalupami, dvěma statky a jednou původní školou. Na návsi se nachází kaplička z dob první republiky a požární rybník. Ke katastru této obce náleží též hájovna na cestě mezi Držovem a Loukou zvaná "Džovská". Jižně u řeky Otavy se nachází chatová oblast Držov. Držov zaujímá největší katastrální výměnu celé obce, ale naopak má nejméně obyvatel. Žije zde pět starousedlíků, přičemž jedna rodina se živí zemědělstvím. V obci se udržují původní tradice Velikonoc, stavění máje, poutě, posvícení apod.

## Obyvatelstvo

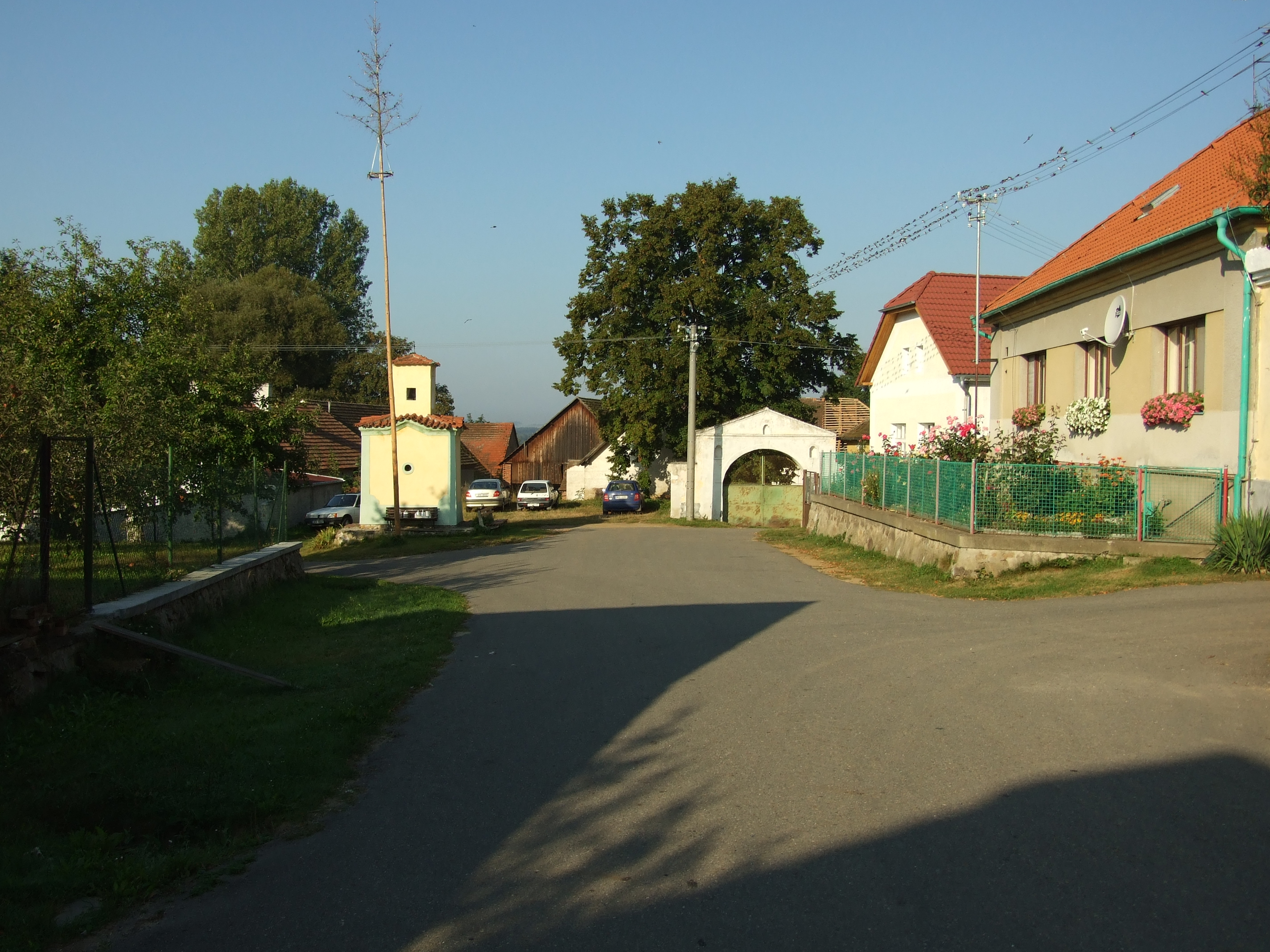
Stavení ve Vojníkově, v pozadí je kaple

Většinou se obyvatelstvo živilo zemědělstvím, až od šedesátých let 20. století začínají lidé dojíždět za prací do města Písku. V současné době již obživa ze zemědělské výroby hraje nepatrnou roli.
Vojníkovští, držovští a loučtí byli převážně katolíci, za první republiky zde byli zastoupeni i evangelíci, v současnosti je většina obyvatel bez vyznání.
| Rok            | 1869 | 1880 | 1890 | 1900 | 1910 | 1921 | 1930 | 1950 | 1961 | 1970 | 1980 | 1991 | 2001 | 2011 | 2021 |
| -------------- | ---- | ---- | ---- | ---- | ---- | ---- | ---- | ---- | ---- | ---- | ---- | ---- | ---- | ---- | ---- |
| Počet obyvatel | 371  | 372  | 390  | 392  | 371  | 348  | 299  | 194  | 162  | 142  | 121  | 106  | 75   | 79   | 83   |
| Počet domů     | 43   | 45   | 47   | 50   | 48   | 50   | 50   | 80   | 48   | 41   | 35   | 39   | 60   | 63   | 62   |

## Obecní správa
Mezi lety 1850–1920 Vojníkov patřil jako osada obce k Vrcovicím v okrese Písek. V letech 1921–1959 byl obcí. V letech 1960–1987 patřil znovu jako část obce k Vrcovicím. Od 1. ledna 1988 do 23. listopadu 1990 patřil jako část obce k Záhoří a od 24. listopadu 1990 je opět samostatnou obcí.

### Části obce
Obec Vojníkov se skládá ze tří částí, kterým odpovídají tři katastrální území (zároveň ZSJ).
- Vojníkov (i název k. ú.)
- Držov (i název k. ú.) – Pod Držov spadá ještě osada Spolí.
- Louka (k. ú. Louka nad Otavou)

Držov je vesnice, která se nachází nedaleko od Vojníkova severním směrem. Má 18 stálých obyvatel a rozkládá se v horní části údolí Držovského potoka. Louka je situována na silnici od Vojníkova do Jistce rovněž severním směrem od obce, stejně jako Držov. Podobně jako Držov, i v Louce žije 18 stálých obyvatel.
Součástí obce je i osada Spolí. Vojníkov je tvořen vlastní obcí, nacházející se 1 km západně od řeky Otavy a chatovou oblastí Vojníkov nacházející se na břehu řeky. V jádru obce je asi 6 velkých statků, několik chalup, bytovka, kovárna a kravín. V kulturním domě se nachází obecní úřad, hasičská zbrojnice a ostatní prostory sloužící komerčním účelům. V obci se též nachází pomník padlým v první světové válce a kaple Svatého Kříže.
V chatové oblasti jsou desítky chat, hospoda U Caisů, sokolská ubytovna a staré domy patřící původně k mlýnům. Jezy, které dříve k mlýnům též patřily, jsou tři, z toho dva jsou součástí té části řeky, která spadá pod Orlickou přehradu a jsou v dezolátním stavu, jelikož nebyly již od 70. let opraveny.
Katastrální území Vojníkova je poměrně malé. Na západě na hranici lesů a polí hraničí s katastrem Držovským a táhne se na západ až k řece Otavě. Zahrnuje převážně pole a louky, několik málo hektarů lesů a 3 rybníky.

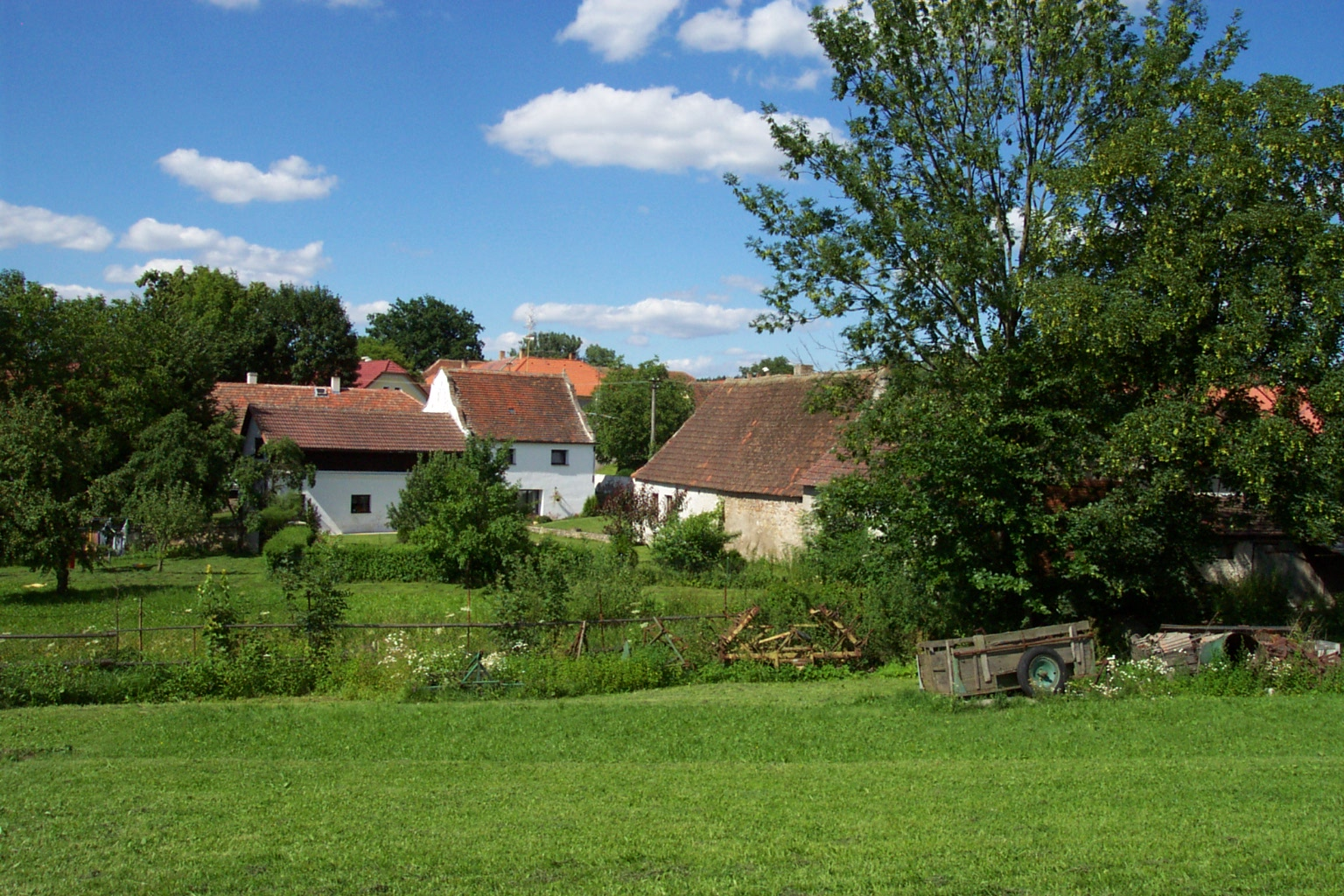
Různá stavení ve Vojníkově

### Politika
V průběhu moderní historie Vojníkova se na postu starosty vystřídaly pouze tři osoby: Josef Velíšek, Jiří Hrneček a od roku 2019 vykonává funkci starostky Mgr. Ivana Soukupová.

### Obecní symboly
Znak a vlajka byly obci uděleny rozhodnutím předsedkyně Poslanecké sněmovny Parlamentu České republiky dne 13. května 2022.

## Doprava

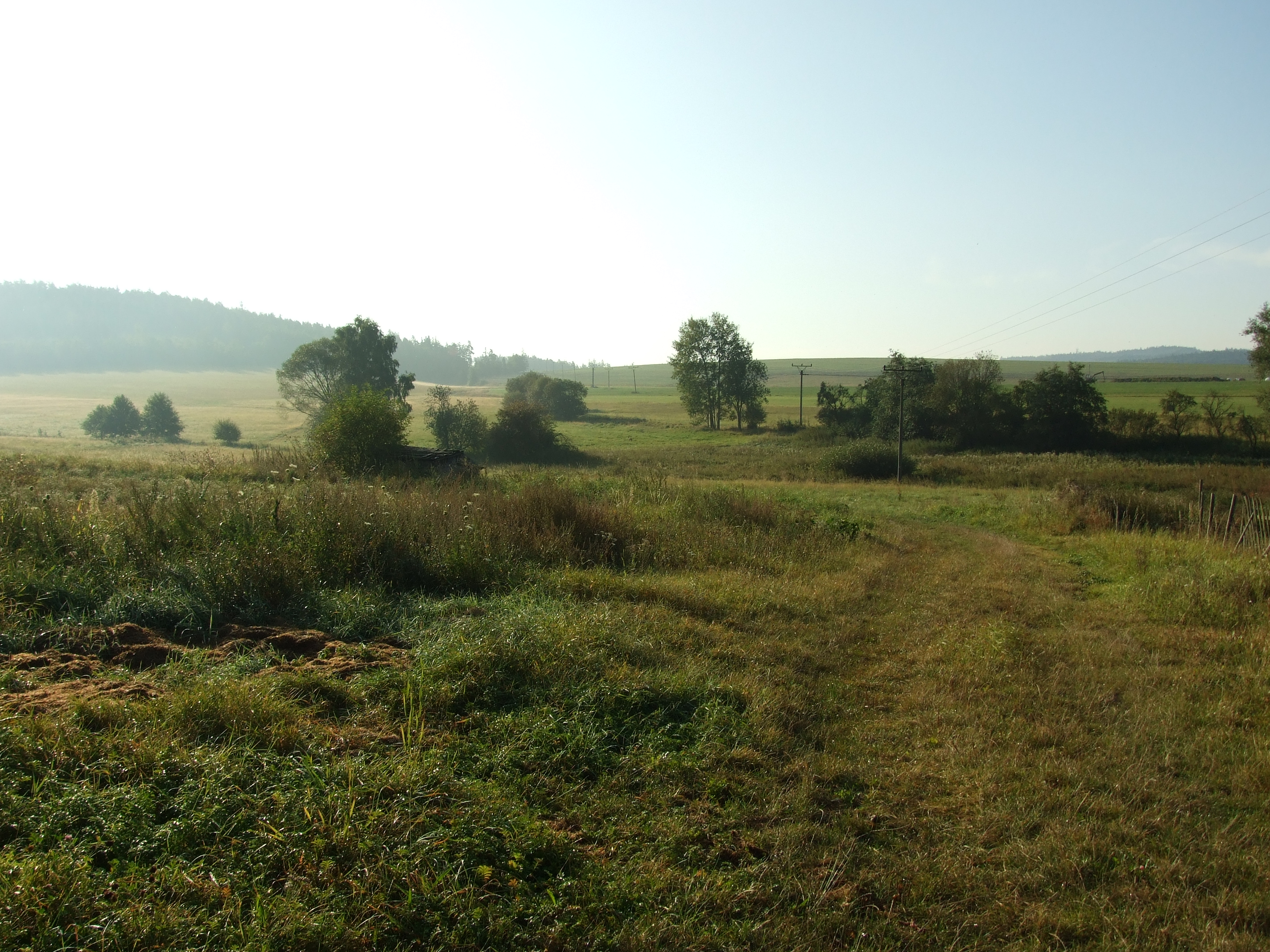
Louka v okolí

Obec je vzdálená šest kilometrů od Písku a tři kilometry od Záhoří (silnice Písek-Tábor). V průběhu školního roku sem zajíždí dvakrát denně školní autobus jedoucí do Záhoří a do města. Železniční zastávka Vrcovice je vzdálena 1,5 kilometru v kopci. Autobusové spojení na Prahu, Zvíkov, Písek, Tábor a Albrechtice je dosažitelné ze Záhoří asi 3–4 kilometry od obce Vojníkov. Jinak obyvatelé musí spoléhat na vlastní síly. V obci je též veřejná telefonní stanice a poštovní schránka. Pošta se nedistribuuje v chatové rekreační oblasti. Vojníkov spadá pod poštu Záhoří.

## Život v obci
Převážná část starousedlíků je důchodového věku. Ostatní dojíždějí za prací do Písku nebo se živí zemědělstvím. V obci se drží i různé tradice (čarodějnice, posvícení). Někteří obyvatelé jsou členy Mysliveckého sdružení či fotbalového týmu sdružujícího příznivce z Vrcovic, Vojníkova, Držova, Louky a Písku. Část obyvatelstva se aktivně věnuje i katolické liturgii a dochází na mše do kostela svatého Michala v Záhoří.

## Společnost
V průběhu své existence stihla obec zrekonstruovat všechny kapličky (Držov, Louka, Vojníkov), dva obecní rybníky (Držov, Louka) a několik cest. Dalším úkolem obce bylo též postarat se o obecní lesy.

## Pamětihodnosti
- kaplička
- statek čp. 4 – statek na kopci. Hlavní budova rozdělena na menší obytnou a větší hospodářskou část. Stodola z 19. století. Ceněná je zejména barokní sýpka a její štít v tzv. selském baroku a dále dvě zděné brány s dřevěnými vraty.
- památník padlým v první světové válce – nachází se v horní části návsi.
- boží muka – ve vsi a v jejím okolí byla rekonstruována kovová boží muka ukotvená na patce či dříku

## Místní pověsti

### O původu Vojníkova
Asi nejdůležitější je pověst o původu Vojníkova. Vypráví se, že: „Vojníkov se dříve jmenoval Voníkov a ještě před tím Zvoníkov. Obec se prý nacházela na Bujanově a v místech dnešní vesnice stávala v polích pouze kaplička. Zvonilo se na ni v případě nebezpečí. Později kolem kapličky vyrostlo několik chalup a tak vznikl dnešní Vojníkov.“
Poznámky:
- Bujanov – je část k. ú. Držov, kde nejsou ale žádné známky původního osídlení, pouze keltské slovo „bujanov“ svědčí o určité „živosti“ lokality.

## Okolní obce, či jejich místní části
- Vrcovice
- Svatonice
- Borečnice
- Topělec